# Václav Lavička (politik)
Václav Lavička (26. srpna 1918 – 11. října 1985) byl český a československý politik Komunistické strany Československa a poválečný poslanec Ústavodárného Národního shromáždění a Národního shromáždění ČSR.

## Biografie
V roce 1946 se uvádí jako dělník, tajemník okresního výboru KSČ a bývalý politický vězeň, toho času vojín, bytem Duchcov.
Po parlamentních volbách v roce 1946 byl zvolen poslancem Ústavodárného Národního shromáždění za KSČ. Mandát ale nabyl až dodatečně v lednu 1947 poté, co rezignovala poslankyně Olga Maršálová. Setrval zde do konce funkčního období, tedy do voleb do Národního shromáždění roku 1948, v nichž byl zvolen do Národního shromáždění za KSČ ve volebním kraji Ústí nad Labem. Zde zasedal jen do října 1948, kdy rezignoval a na jeho místo usedl Jiří Hendrych. V říjnu 1948 byl vyloučen z KSČ. Návrh na jeho vyloučení schválilo Předsednictvo Ústředního výboru Komunistické strany Československa na návrh předsednictva Krajského výboru KSČ v Ústí nad Labem. Důvodem mělo být to, že poškodil svým jednáním i soukromým životem stranu a lidovou demokracii.
Od června 1965 do června 1972 je uváděn jako spolupracovník Vojenské kontrarozvědky pod krycím jménem Stanislav.